# Platambus schillhammeri
Platambus schillhammeri là một loài bọ cánh cứng trong họ Bọ nước. Loài này được Wewalka & Brancucci miêu tả khoa học năm 1995.